# Peder Larsen Pedersen
Peder Larsen Pedersen (Stubberup, 1880. november 30. – Kerteminde, 1966. január 20.) olimpiai ezüstérmes dán tornász.
Az 1912. évi nyári olimpiai játékokon indult tornában és a svéd rendszerű csapat összetettben ezüstérmes lett.
Klubcsapata a Skytterforeningernes Hold volt.